# Golden Globe-díj a legjobb filmmusicalnek vagy vígjátéknak
A legjobb filmmusical vagy vígjáték kategóriában átadott Golden Globe-díjat az 1952-ben megtartott 9. Golden Globe-gála óta osztja ki a Hollywoodi Külföldi Tudósítók Szövetsége (HFPA).

## Szabályok
A versenyen olyan filmek indulhatnak, melyek legalább 70 percesek, Los Angeles „széles értelemben vett” körzetében legalább egy héten át kereskedelmi forgalomba kerültek és levetítették őket a HFPA tagjai számára. A kereskedelmi bemutatónak a ceremónia előtti naptári évben kell elkezdődnie és a vetítés a bemutató után legfeljebb egy héttel kell, hogy megtörténjen. A "musical" olyan „vígjáték vagy dráma, melyben a hagyományos párbeszédek mellett dalok használatával mélyítik el a cselekményt.” Továbbá a film elsődleges nyelve az angol nyelv kell, hogy legyen.

## Győztesek és jelöltek
Az "Év" oszlopban szereplő évszám az értékelt filmek bemutatási évére utal. A zárójelben megadott díjátadót – ahol ezen filmek közül győztest hirdettek – a következő évben tartották meg.

### 1951–1957
| Év                      | Magyar cím                      | Eredeti cím                 | Rendező(k)                           | Producer(ek) | Ref. |
| ----------------------- | ------------------------------- | --------------------------- | ------------------------------------ | ------------ | ---- |
| 1951 (9. gála)          |                                 |                             |                                      |              |      |
| Egy amerikai Párizsban  | An American in Paris            | Vincente Minnelli           | Arthur Freed                         | [ 3 ]        |      |
| 1952 (10. gála)         |                                 |                             |                                      |              |      |
|                         | With a Song in My Heart         | Walter Lang                 | Lamar Trotti                         | [ 4 ]        |      |
| Ének az esőben          | Singin' in the Rain             | Stanley Donen és Gene Kelly | Arthur Freed                         | [ 4 ]        |      |
| Hans Christian Andersen | Hans Christian Andersen         | Vidor Károly (filmrendező)  | Samuel Goldwyn                       | [ 4 ]        |      |
|                         | I'll See You in My Dreams       | Kertész Mihály              | Louis F. Edelman                     | [ 4 ]        |      |
|                         | Stars and Stripes Forever       | Henry Koster                | Lamar Trotti                         | [ 4 ]        |      |
| 1953 (11. gála)         |                                 |                             |                                      |              |      |
| Nem adtak át díjat      |                                 |                             |                                      |              |      |
| 1954 (12. gála)         |                                 |                             |                                      |              |      |
| Carmen Jones            | Carmen Jones                    | Otto Preminger              | Otto Preminger                       | [ 5 ]        |      |
| 1955 (13. gála)         |                                 |                             |                                      |              |      |
| Macsók és macák         | Guys and Dolls                  | Joseph L. Mankiewicz        | Samuel Goldwyn                       | [ 6 ]        |      |
| 1956 (14. gála)         |                                 |                             |                                      |              |      |
| Anna és a sziámi király | The King and I                  | Walter Lang                 | Charles Brackett és Darryl F. Zanuck | [ 7 ]        |      |
| Buszmegálló             | Bus Stop                        | Joshua Logan                | Buddy Adler                          | [ 7 ]        |      |
| Az ellentétes nem       | The Opposite Sex                | David Miller                | Joe Pasternak                        | [ 7 ]        |      |
|                         | The Solid Gold Cadillac         | Richard Quine               | Fred Kohlmar                         | [ 7 ]        |      |
|                         | The Teahouse of the August Moon | Daniel Mann                 | Jack Cummings                        | [ 7 ]        |      |
| 1957 (15. gála)         |                                 |                             |                                      |              |      |
| A lányok                | Les Girls                       | George Cukor                | Saul Chaplin és Sol C. Siegel        | [ 8 ]        |      |
| Délutáni szerelem       | Love in the Afternoon           | Billy Wilder                | Billy Wilder                         | [ 8 ]        |      |
|                         | Don't Go Near the Water         | Charles Walters             | Lawrence Weingarten                  | [ 8 ]        |      |
| Fickós Joey             | Pal Joey                        | George Sidney               | Fred Kohlmar                         | [ 8 ]        |      |
| Selyemharisnya          | Silk Stockings                  | Rouben Mamoulian            | Arthur Freed                         | [ 8 ]        |      |

### 1958–1962

#### Vígjáték
| Év                          | Magyar cím             | Eredeti cím        | Rendező(k)                                                    | Producer(ek) | Ref. |
| --------------------------- | ---------------------- | ------------------ | ------------------------------------------------------------- | ------------ | ---- |
| 1958 (16. gála)             |                        |                    |                                                               |              |      |
| Auntie Mame                 | Auntie Mame            | Morton DaCosta     | Morton DaCosta                                                | [ 9 ]        |      |
| Boszorkányos szerelem       | Bell, Book and Candle  | Richard Quine      | Julian Blaustein                                              | [ 9 ]        |      |
| Én és az ezredes            | Me and the Colonel     | Peter Glenville    | William Goetz                                                 | [ 9 ]        |      |
| Indiszkrét                  | Indiscreet             | Stanley Donen      | Norman Krasna                                                 | [ 9 ]        |      |
|                             | The Perfect Furlough   | Blake Edwards      | Robert Arthur                                                 | [ 9 ]        |      |
| 1959 (17. gála)             |                        |                    |                                                               |              |      |
| Van, aki forrón szereti     | Some Like It Hot       | Billy Wilder       | Billy Wilder                                                  | [ 10 ]       |      |
|                             | But Not for Me         | Walter Lang        | William Perlberg és George Seaton                             | [ 10 ]       |      |
| Fehérnemű hadművelet        | Operation Petticoat    | Blake Edwards      | Robert Arthur                                                 | [ 10 ]       |      |
| Párnacsaták                 | Pillow Talk            | Michael Gordon     | Ross Hunter és Martin Melcher                                 | [ 10 ]       |      |
|                             | Who Was That Lady?     | George Sidney      | Norman Krasna                                                 | [ 10 ]       |      |
| 1960 (18. gála)             |                        |                    |                                                               |              |      |
| Legénylakás                 | The Apartment          | Billy Wilder       | Billy Wilder                                                  | [ 11 ]       |      |
| Az élet körülményei         | The Facts of Life      | Melvin Frank       | Melvin Frank és Norman Panama                                 | [ 11 ]       |      |
| Havannai emberünk           | Our Man in Havana      | Carol Reed         | Carol Reed                                                    | [ 11 ]       |      |
| Másutt a fű zöldebb         | The Grass Is Greener   | Stanley Donen      | Stanley Donen és James H. Ware                                | [ 11 ]       |      |
| Nápolyban kezdődött         | It Started in Naples   | Melville Shavelson | Jack Rose                                                     | [ 11 ]       |      |
| 1961 (19. gála)             |                        |                    |                                                               |              |      |
| Egyöntetű többség           | A Majority of One      | Mervyn LeRoy       | Mervyn LeRoy                                                  | [ 12 ]       |      |
| Álom luxuskivitelben        | Breakfast at Tiffany's | Blake Edwards      | Martin Jurow és Richard Shepherd                              | [ 12 ]       |      |
| Apád, anyád idejöjjön!      | The Parent Trap        | David Swift        | Walt Disney és George Golitzen                                | [ 12 ]       |      |
| Egy, kettő, három           | One, Two, Three        | Billy Wilder       | Billy Wilder                                                  | [ 12 ]       |      |
| Egy maroknyi csoda          | Pocketful of Miracles  | Frank Capra        | Frank Capra                                                   | [ 12 ]       |      |
| 1962 (20. gála)             |                        |                    |                                                               |              |      |
| Egy kis ravaszság           | That Touch of Mink     | Delbert Mann       | Robert Arthur, Martin Melcher, Edward Muhl és Stanley Shapiro | [ 13 ]       |      |
| Amíg összeszoknak           | Period of Adjustment   | George Roy Hill    | Lawrence Weingarten                                           | [ 13 ]       |      |
| A fiúk átmulatott éjszakája | Boys' Night Out        | Michael Gordon     | Martin Ransohoff                                              | [ 13 ]       |      |
| Nősülni kötelező            | If a Man Answers       | Henry Levin        | Ross Hunter                                                   | [ 13 ]       |      |
|                             | The Best of Enemies    | Guy Hamilton       | Dino De Laurentiis                                            | [ 13 ]       |      |

#### Musical
| Év                             | Magyar cím                                | Eredeti cím                    | Rendező(k)                                                         | Producer(ek) | Ref. |
| ------------------------------ | ----------------------------------------- | ------------------------------ | ------------------------------------------------------------------ | ------------ | ---- |
| 1958 (16. gála)                |                                           |                                |                                                                    |              |      |
| Gigi                           | Gigi                                      | Vincente Minnelli              | Arthur Freed                                                       | [ 9 ]        |      |
|                                | Damn Yankees                              | George Abbott és Stanley Donen | George Abbott, Stanley Donen, Robert E. Griffith, és Harold Prince | [ 9 ]        |      |
| Déltenger                      | South Pacific                             | Joshua Logan                   | Buddy Adler                                                        | [ 9 ]        |      |
| Hüvelyk Matyi                  | Tom Thumb                                 | George Pal                     | George Pal                                                         | [ 9 ]        |      |
| 1959 (17. gála)                |                                           |                                |                                                                    |              |      |
| Porgy és Bess                  | Porgy and Bess                            | Otto Preminger                 | Samuel Goldwyn                                                     | [ 10 ]       |      |
|                                | Li’l Abner                                | Melvin Frank                   | Norman Panama                                                      | [ 10 ]       |      |
| Öt penny                       | The Five Pennies                          | Melville Shavelson             | Jack Rose                                                          | [ 10 ]       |      |
|                                | A Private's Affair                        | Raoul Walsh                    | David Weisbart                                                     | [ 10 ]       |      |
|                                | Say One for Me                            | Frank Tashlin                  | Frank Tashlin                                                      | [ 10 ]       |      |
| 1960 (18. gála)                |                                           |                                |                                                                    |              |      |
| Befejezetlen dal               | Song Without End                          | George Cukor és Vidor Károly   | William Goetz                                                      | [ 11 ]       |      |
| Kánkán                         | Can-Can                                   | Walter Lang                    | Saul Chaplin és Jack Cummings                                      | [ 11 ]       |      |
|                                | Pepe                                      | George Sidney                  | George Sidney                                                      | [ 11 ]       |      |
| Szeressünk!                    | Let's Make Love                           | George Cukor                   | Jerry Wald                                                         | [ 11 ]       |      |
| Szólnak a harangok             | Bells Are Ringing                         | Vincente Minnelli              | Arthur Freed                                                       | [ 11 ]       |      |
| 1961 (19. gála)                |                                           |                                |                                                                    |              |      |
| West Side Story                | West Side Story                           | Jerome Robbins és Robert Wise  | Robert Wise                                                        | [ 12 ]       |      |
| Irány Játékország              | Babes in Toyland                          | Jack Donohue                   | Walt Disney                                                        | [ 12 ]       |      |
| Lótusz                         | Flower Drum Song                          | Henry Koster                   | Ross Hunter                                                        | [ 12 ]       |      |
| 1962 (20. gála)                |                                           |                                |                                                                    |              |      |
| A muzsikus                     | The Music Man                             | Morton DaCosta                 | Morton DaCosta                                                     | [ 13 ]       |      |
|                                | Gypsy                                     | Mervyn LeRoy                   | Mervyn LeRoy                                                       | [ 13 ]       |      |
| Igaz mese a Grimm testvérekről | The Wonderful World of the Brothers Grimm | Henry Levin és George Pal      | George Pal                                                         | [ 13 ]       |      |
| Jumbo                          | Billy Rose's Jumbo                        | Charles Walters                | Martin Melcher és Joe Pasternak                                    | [ 13 ]       |      |
| A lányok angyalok              | Girls! Girls! Girls!                      | Norman Taurog                  | Hal B. Wallis                                                      | [ 13 ]       |      |

### 1963–1969
| Év                                             | Magyar cím                                       | Eredeti cím          | Rendező(k)                                                                         | Producer(ek) | Ref. |
| ---------------------------------------------- | ------------------------------------------------ | -------------------- | ---------------------------------------------------------------------------------- | ------------ | ---- |
| 1963 (21. gála)                                |                                                  |                      |                                                                                    |              |      |
| Tom Jones                                      | Tom Jones                                        | Tony Richardson      | Michael Balcon, Michael Holden, Oscar Lewenstein és Tony Richardson                | [ 14 ]       |      |
| Bolond, bolond világ                           | It's a Mad, Mad, Mad, Mad World                  | Stanley Kramer       | Stanley Kramer                                                                     | [ 14 ]       |      |
|                                                | Bye Bye Birdie                                   | George Sidney        | Irving Brecher és Michael Stewart                                                  | [ 14 ]       |      |
| Irma, te édes                                  | Irma la Douce                                    | Billy Wilder         | Edward L. Alperson, I.A.L. Diamond, Doane Harrison, Trauner Sándor és Billy Wilder | [ 14 ]       |      |
|                                                | A Ticklish Affair                                | George Sidney        | Joe Pasternak                                                                      | [ 14 ]       |      |
|                                                | Under the Yum Yum Tree                           | David Swift          | David Swift                                                                        | [ 14 ]       |      |
| 1964 (22. gála)                                |                                                  |                      |                                                                                    |              |      |
| My Fair Lady                                   | My Fair Lady                                     | George Cukor         | Jack L. Warner                                                                     | [ 15 ]       |      |
| Az elsüllyeszthetetlen Molly Brown             | The Unsinkable Molly Brown                       | Charles Walters      | Lawrence Weingarten                                                                | [ 15 ]       |      |
| Henry Orient világa                            | The World of Henry Orient                        | George Roy Hill      | Jerome Hellman                                                                     | [ 15 ]       |      |
| Lúd atya                                       | Father Goose                                     | Ralph Nelson         | Robert Arthur                                                                      | [ 15 ]       |      |
| Mary Poppins                                   | Mary Poppins                                     | Robert Stevenson     | Walt Disney és Bill Walsh                                                          | [ 15 ]       |      |
| 1965 (23. gála)                                |                                                  |                      |                                                                                    |              |      |
| A muzsika hangja                               | The Sound of Music                               | Robert Wise          | Robert Wise                                                                        | [ 16 ]       |      |
| Azok a csodálatos férfiak a repülő masináikban | Those Magnificent Men in their Flying Machines   | Ken Annakin          | Stan Margulies                                                                     | [ 16 ]       |      |
| Cat Ballou legendája                           | Cat Ballou                                       | Elliot Silverstein   | Walter Newman                                                                      | [ 16 ]       |      |
| Ezer bohóc                                     | A Thousand Clowns                                | Fred Coe             | Fred Coe                                                                           | [ 16 ]       |      |
| Verseny a javából                              | The Great Race                                   | Blake Edwards        | Martin Jurow                                                                       | [ 16 ]       |      |
| 1966 (24. gála)                                |                                                  |                      |                                                                                    |              |      |
| Jönnek az oroszok, jönnek az oroszok!          | The Russians Are Coming, the Russians Are Coming | Norman Jewison       | Norman Jewison                                                                     | [ 17 ]       |      |
| El a kezekkel a feleségemtől!                  | Not with My Wife, You Don't!                     | Norman Panama        | Norman Panama                                                                      | [ 17 ]       |      |
| Ez mind megtörtént útban a Fórum felé          | A Funny Thing Happened on the Way to the Forum   | Richard Lester       | Melvin Frank                                                                       | [ 17 ]       |      |
| A gyalogáldozat                                | Gambit                                           | Ronald Neame         | Leo L. Fuchs                                                                       | [ 17 ]       |      |
| Te már nagy kisfiú vagy                        | You're a Big Boy Now                             | Francis Ford Coppola | Phil Feldman                                                                       | [ 17 ]       |      |
| 1967 (25. gála)                                |                                                  |                      |                                                                                    |              |      |
| Diploma előtt                                  | The Graduate                                     | Mike Nichols         | Joseph E. Levine és Lawrence Turman                                                | [ 18 ]       |      |
| Camelot                                        | Camelot                                          | Joshua Logan         | Jack Warner                                                                        | [ 18 ]       |      |
| Doctor Dolittle                                | Doctor Dolittle                                  | Richard Fleischer    | Arthur P. Jacobs                                                                   | [ 18 ]       |      |
| Ízig-vérig modern Millie                       | Thoroughly Modern Millie                         | George Roy Hill      | Ross Hunter                                                                        | [ 18 ]       |      |
| A makrancos hölgy                              | The Taming of the Shrew                          | Franco Zeffirelli    | Richard McWhorter és Elizabeth Taylor                                              | [ 18 ]       |      |
| 1968 (26. gála)                                |                                                  |                      |                                                                                    |              |      |
| Olivér                                         | Oliver!                                          | Carol Reed           | John Woolf                                                                         | [ 19 ]       |      |
| Enyém, tiéd, miénk                             | Yours, Mine and Ours                             | Melville Shavelson   | Robert F. Blumofe                                                                  | [ 19 ]       |      |
| Funny Girl                                     | Funny Girl                                       | William Wyler        | Ray Stark                                                                          | [ 19 ]       |      |
| Furcsa pár                                     | The Odd Couple                                   | Gene Saks            | Howard W. Koch                                                                     | [ 19 ]       |      |
| Szivárványvölgy                                | Finian's Rainbow                                 | Francis Ford Coppola | Joseph Landon                                                                      | [ 19 ]       |      |
| 1969 (27. gála)                                |                                                  |                      |                                                                                    |              |      |
| A Santa Vittoria titka                         | The Secret of Santa Vittoria                     | Stanley Kramer       | George Glass és Stanley Kramer                                                     | [ 20 ]       |      |
| Fesd át a kocsidat!                            | Paint Your Wagon                                 | Joshua Logan         | Alan Jay Lerner                                                                    | [ 20 ]       |      |
| Goodbye, Columbus                              | Goodbye, Columbus                                | Larry Peerce         | Stanley R. Jaffe                                                                   | [ 20 ]       |      |
| Hello, Dolly!                                  | Hello, Dolly!                                    | Gene Kelly           | Ernest Lehman                                                                      | [ 20 ]       |      |
| A kaktusz virága                               | Cactus Flower                                    | Gene Saks            | M.J. Frankovich                                                                    | [ 20 ]       |      |

### 1970-es évek
| Év                                          | Magyar cím                     | Eredeti cím                 | Rendező(k)                                         | Producer(ek) | Ref. |
| ------------------------------------------- | ------------------------------ | --------------------------- | -------------------------------------------------- | ------------ | ---- |
| 1970 (28. gála)                             |                                |                             |                                                    |              |      |
| MASH                                        | MASH                           | Robert Altman               | Ingo Preminger                                     | [ 21 ]       |      |
|                                             | Diary of a Mad Housewife       | Frank Perry                 | Frank Perry                                        | [ 21 ]       |      |
| Lili drágám                                 | Darling Lili                   | Blake Edwards               | Blake Edwards                                      | [ 21 ]       |      |
| Scrooge                                     | Scrooge                        | Ronald Neame                | Robert H. Solo                                     | [ 21 ]       |      |
| Szerelmesek és más idegenek                 | Lovers and Other Strangers     | Cy Howard                   | David Susskind                                     | [ 21 ]       |      |
| 1971 (29. gála)                             |                                |                             |                                                    |              |      |
| Hegedűs a háztetőn                          | Fiddler on the Roof            | Norman Jewison              | Norman Jewison                                     | [ 22 ]       |      |
| Csakazértis nagypapa                        | Kotch                          | Jack Lemmon                 | Richard Carter                                     | [ 22 ]       |      |
| Hotel Plaza                                 | Plaza Suite                    | Arthur Hiller               | Howard W. Koch                                     | [ 22 ]       |      |
| Pénzes asszony kerestetik                   | A New Leaf                     | Elaine May                  | Hillard Elkins                                     | [ 22 ]       |      |
| Twiggy, a sztár                             | The Boy Friend                 | Ken Russell                 | Harry Benn és Ken Russell                          | [ 22 ]       |      |
| 1972 (30. gála)                             |                                |                             |                                                    |              |      |
| Kabaré                                      | Cabaret                        | Bob Fosse                   | Cy Feuer                                           | [ 23 ]       |      |
| 1776                                        | 1776                           | Peter H. Hunt               | Jack Warner                                        | [ 23 ]       |      |
| Avanti!                                     | Avanti!                        | Billy Wilder                | Billy Wilder                                       | [ 23 ]       |      |
| A pillangók szabadok                        | Butterflies Are Free           | Milton Katselas             | M.J. Frankovich                                    | [ 23 ]       |      |
| Utazás a nagynénémmel                       | Travels with My Aunt           | George Cukor                | James Cresson és Robert Fryer                      | [ 23 ]       |      |
| 1973 (31. gála)                             |                                |                             |                                                    |              |      |
| American Graffiti                           | American Graffiti              | George Lucas                | Francis Ford Coppola és Gary Kurtz                 | [ 24 ]       |      |
| Egy kis előkelőség                          | A Touch of Class               | Melvin Frank                | Melvin Frank                                       | [ 24 ]       |      |
| Jézus Krisztus szupersztár                  | Jesus Christ Superstar         | Norman Jewison              | Norman Jewison, Patrick Palmer és Robert Stigwood  | [ 24 ]       |      |
| Papírhold                                   | Paper Moon                     | Peter Bogdanovich           | Peter Bogdanovich és Frank Marshall                | [ 24 ]       |      |
| Tom Sawyer kalandjai                        | Tom Sawyer                     | Don Taylor                  | Frank Capra Jr. és Arthur P. Jacobs                | [ 24 ]       |      |
| 1974 (32. gála)                             |                                |                             |                                                    |              |      |
| Hajrá, fegyencváros!                        | The Longest Yard               | Robert Aldrich              | Albert S. Ruddy                                    | [ 25 ]       |      |
| A három testőr, avagy a királyné gyémántjai | The Three Musketeers           | Richard Lester              | Alexander Salkind, Ilya Salkind és Pierre Spengler | [ 25 ]       |      |
| A kis herceg                                | The Little Prince              | Stanley Donen               | Stanley Donen                                      | [ 25 ]       |      |
| A macskás öregúr                            | Harry and Tonto                | Paul Mazursky               | Paul Mazursky                                      | [ 25 ]       |      |
| Szenzáció!                                  | The Front Page                 | Billy Wilder                | Paul Monash                                        | [ 25 ]       |      |
| 1975 (33. gála)                             |                                |                             |                                                    |              |      |
| Napsugár fiúk                               | The Sunshine Boys              | Herbert Ross                | Ray Stark                                          | [ 26 ]       |      |
| Funny Lady                                  | Funny Lady                     | Herbert Ross                | Ray Stark                                          | [ 26 ]       |      |
| A rózsaszín párduc visszatér                | The Return of the Pink Panther | Blake Edwards               | Blake Edwards                                      | [ 26 ]       |      |
| Sampon                                      | Shampoo                        | Hal Ashby                   | Warren Beatty                                      | [ 26 ]       |      |
| Tommy                                       | Tommy                          | Ken Russell                 | Ken Russell és Robert Stigwood                     | [ 26 ]       |      |
| 1976 (34. gála)                             |                                |                             |                                                    |              |      |
| Csillag születik                            | A Star Is Born                 | Frank Pierson               | Jon Peters                                         | [ 27 ]       |      |
| Bombasiker                                  | Silent Movie                   | Mel Brooks                  | Michael Hertzberg                                  | [ 27 ]       |      |
| Bugsy Malone                                | Bugsy Malone                   | Alan Parker                 | Alan Marshall                                      | [ 27 ]       |      |
| A rózsaszín párduc visszavág                | The Pink Panther Strikes Again | Blake Edwards               | Blake Edwards                                      | [ 27 ]       |      |
| A Ritz fürdőház                             | The Ritz                       | Richard Lester              | Denis O'Dell                                       | [ 27 ]       |      |
| 1977 (35. gála)                             |                                |                             |                                                    |              |      |
| Hölgyem, Isten áldja!                       | The Goodbye Girl               | Herbert Ross                | Ray Stark                                          | [ 28 ]       |      |
| Annie Hall                                  | Annie Hall                     | Woody Allen                 | Charles H. Joffe                                   | [ 28 ]       |      |
| Magasfrász                                  | High Anxiety                   | Mel Brooks                  | Mel Brooks                                         | [ 28 ]       |      |
| New York, New York                          | New York, New York             | Martin Scorsese             | Robert Chartoff és Irwin Winkler                   | [ 28 ]       |      |
| Szombat esti láz                            | Saturday Night Fever           | John Badham                 | Robert Stigwood                                    | [ 28 ]       |      |
| 1978 (36. gála)                             |                                |                             |                                                    |              |      |
| Ép testben épp, hogy élek                   | Heaven Can Wait                | Warren Beatty és Buck Henry | Warren Beatty                                      | [ 29 ]       |      |
| Grease                                      | Grease                         | Randal Kleiser              | Allan Carr és Robert Stigwood                      | [ 29 ]       |      |
| Kaliforniai lakosztály                      | California Suite               | Herbert Ross                | Ray Stark                                          | [ 29 ]       |      |
| Óvakodj a törpétől                          | Foul Play                      | Colin Higgins               | Edward K. Milkins és Thomas L. Miller              | [ 29 ]       |      |
| A papa mozija                               | Movie Movie                    | Stanley Donen               | Stanley Donen                                      | [ 29 ]       |      |
| 1979 (37. gála)                             |                                |                             |                                                    |              |      |
| Start két keréken                           | Breaking Away                  | Peter Yates                 | Peter Yates                                        | [ 30 ]       |      |
| Bombanő                                     | 10                             | Blake Edwards               | Tony Adams és Blake Edwards                        | [ 30 ]       |      |
| Hair                                        | Hair                           | Miloš Forman                | Michael Butler és Lester Persky                    | [ 30 ]       |      |
| Isten hozta, Mister!                        | Being There                    | Hal Ashby                   | Andrew Braunsberg                                  | [ 30 ]       |      |
| A rózsa                                     | The Rose                       | Mark Rydell                 | Anthony Ray, Aaron Russo és Marvin Worth           | [ 30 ]       |      |

### 1980-as évek
| Év                             | Magyar cím                          | Eredeti cím                                | Rendező(k)                                                    | Producer(ek) | Ref. |
| ------------------------------ | ----------------------------------- | ------------------------------------------ | ------------------------------------------------------------- | ------------ | ---- |
| 1980 (38. gála)                |                                     |                                            |                                                               |              |      |
| A szénbányász lánya            | Coal Miner's Daughter               | Michael Apted                              | Bernard Schwartz                                              | [ 31 ]       |      |
| Airplane!                      | Airplane!                           | Jim Abrahams, David Zucker és Jerry Zucker | Jon Davison és Howard W. Koch                                 | [ 31 ]       |      |
| Hírnév                         | Fame                                | Alan Parker                                | David De Silva és Alan Marshall                               | [ 31 ]       |      |
| Melvin és Howard               | Melvin and Howard                   | Jonathan Demme                             | Art Linson és Don Phillips                                    | [ 31 ]       |      |
| A sztárcsináló                 | The Idolmaker                       | Taylor Hackford                            | Gene Kirkwood és Howard W. Koch Jr.                           | [ 31 ]       |      |
| 1981 (39. gála)                |                                     |                                            |                                                               |              |      |
| Arthur                         | Arthur                              | Steve Gordon                               | Steve Gordon                                                  | [ 32 ]       |      |
| Filléreső                      | Pennies from Heaven                 | Herbert Ross                               | Nora Kaye, Rick McCallum és Herbert Ross                      | [ 32 ]       |      |
| Lázadáshoz öltözve             | Zoot Suit                           | Luis Valdez                                | Peter Burrell                                                 | [ 32 ]       |      |
| A négy évszak                  | The Four Seasons                    | Alan Alda                                  | Martin Bregman                                                | [ 32 ]       |      |
| S.O.B.                         | S.O.B.                              | Blake Edwards                              | Tony Adams és Blake Edwards                                   | [ 32 ]       |      |
| 1982 (40. gála)                |                                     |                                            |                                                               |              |      |
| Aranyoskám                     | Tootsie                             | Sydney Pollack                             | Sydney Pollack és Dick Richards                               | [ 33 ]       |      |
| Az étkezde                     | Diner                               | Barry Levinson                             | Jerry Weintraub                                               | [ 33 ]       |      |
| A legjobb bordélyház Texasban  | The Best Little Whorehouse in Texas | Colin Higgins                              | Robert L. Boyett és Colin Higgins                             | [ 33 ]       |      |
| Legkedvesebb évem              | My Favorite Year                    | Richard Benjamin                           | Michael Gruskoff                                              | [ 33 ]       |      |
| Viktor, Viktória               | Victor Victoria                     | Blake Edwards                              | Tony Adams és Blake Edwards                                   | [ 33 ]       |      |
| 1983 (41. gála)                |                                     |                                            |                                                               |              |      |
| Yentl                          | Yentl                               | Barbra Streisand                           | Larry DeWaay, Rusty Lemorande és Barbra Streisand             | [ 34 ]       |      |
| Flashdance                     | Flashdance                          | Adrian Lyne                                | Jerry Bruckheimer és Don Simpson                              | [ 34 ]       |      |
| A nagy borzongás               | The Big Chill                       | Lawrence Kasdan                            | Michael Shamberg                                              | [ 34 ]       |      |
| Szerepcsere                    | Trading Places                      | John Landis                                | George Folsey Jr., Aaron Russo, Irwin Russo és Sam Williams   | [ 34 ]       |      |
| Zelig                          | Zelig                               | Woody Allen                                | Robert Greenhut                                               | [ 34 ]       |      |
| 1984 (42. gála)                |                                     |                                            |                                                               |              |      |
| A smaragd románca              | Romancing the Stone                 | Robert Zemeckis                            | Michael Douglas                                               | [ 35 ]       |      |
| Beverly Hills-i zsaru          | Beverly Hills Cop                   | Martin Brest                               | Jerry Bruckheimer és Don Simpson                              | [ 35 ]       |      |
| Csobbanás                      | Splash                              | Ron Howard                                 | Brian Grazer                                                  | [ 35 ]       |      |
| Micki és Maude                 | Micki + Maude                       | Blake Edwards                              | Tony Adams, Lou Antonio, Trish Caroselli és Jonathan D. Krane | [ 35 ]       |      |
| Szellemirtók                   | Ghostbusters                        | Ivan Reitman                               | Bernie Brillstein és Ivan Reitman                             | [ 35 ]       |      |
| 1985 (43. gála)                |                                     |                                            |                                                               |              |      |
| A Prizzik becsülete            | Prizzi's Honor                      | John Huston                                | John Foreman                                                  | [ 36 ]       |      |
| Kairó bíbor rózsája            | The Purple Rose of Cairo            | Woody Allen                                | Robert Greenhut                                               | [ 36 ]       |      |
| Selyemgubó                     | Cocoon                              | Ron Howard                                 | David Brown és Richard D. Zanuck                              | [ 36 ]       |      |
| A tánckar                      | A Chorus Line                       | Richard Attenborough                       | Cy Feuer                                                      | [ 36 ]       |      |
| Vissza a jövőbe                | Back to the Future                  | Robert Zemeckis                            | Neil Canton és Bob Gale                                       | [ 36 ]       |      |
| 1986 (44. gála)                |                                     |                                            |                                                               |              |      |
| Hannah és nővérei              | Hannah and Her Sisters              | Woody Allen                                | Robert Greenhut                                               | [ 37 ]       |      |
| Bűnös szívek                   | Crimes of the Heart                 | Bruce Beresford                            | Freddie Fields                                                | [ 37 ]       |      |
| Előre a múltba                 | Peggy Sue Got Married               | Francis Ford Coppola                       | Paul R. Gurian                                                | [ 37 ]       |      |
| Koldusbottal Beverly Hills-ben | Down and Out in Beverly Hills       | Paul Mazursky                              | Pato Guzman és Paul Mazursky                                  | [ 37 ]       |      |
| Krokodil Dundee                | Crocodile Dundee                    | Peter Faiman                               | John Cornell                                                  | [ 37 ]       |      |
| Rémségek kicsiny boltja        | Little Shop of Horrors              | Frank Oz                                   | David Geffen                                                  | [ 37 ]       |      |
| 1987 (45. gála)                |                                     |                                            |                                                               |              |      |
| Remény és dicsőség             | Hope and Glory                      | John Boorman                               | John Boorman és Michael Dryhurst                              | [ 38 ]       |      |
| Bomba bébi                     | Baby Boom                           | Charles Shyer                              | Bruce A. Block és Nancy Meyers                                | [ 38 ]       |      |
| Dirty Dancing – Piszkos tánc   | Dirty Dancing                       | Emile Ardolino                             | Linda Gottlieb                                                | [ 38 ]       |      |
| A híradó sztárjai              | Broadcast News                      | James L. Brooks                            | James L. Brooks                                               | [ 38 ]       |      |
| Holdkórosok                    | Moonstruck                          | Norman Jewison                             | Norman Jewison                                                | [ 38 ]       |      |
| 1988 (46. gála)                |                                     |                                            |                                                               |              |      |
| Dolgozó lány                   | Working Girl                        | Mike Nichols                               | Douglas Wick                                                  | [ 39 ]       |      |
| Éjszakai rohanás               | Midnight Run                        | Martin Brest                               | Martin Brest                                                  | [ 39 ]       |      |
| A hal neve: Wanda              | A Fish Called Wanda                 | Charles Crichton                           | Michael Shamberg                                              | [ 39 ]       |      |
| Roger nyúl a pácban            | Who Framed Roger Rabbit             | Robert Zemeckis                            | Frank Marshall és Robert Watts                                | [ 39 ]       |      |
| Segítség, felnőttem!           | Big                                 | Penny Marshall                             | James L. Brooks és Robert Greenhut                            | [ 39 ]       |      |
| 1989 (47. gála)                |                                     |                                            |                                                               |              |      |
| Miss Daisy sofőrje             | Driving Miss Daisy                  | Bruce Beresford                            | Lili Fini Zanuck és Richard D. Zanuck                         | [ 40 ]       |      |
| Harry és Sally                 | When Harry Met Sally...             | Rob Reiner                                 | Rob Reiner és Andrew Scheinman                                | [ 40 ]       |      |
| A kis hableány                 | The Little Mermaid                  | Ron Clements és John Musker                | Howard Ashman és John Musker                                  | [ 40 ]       |      |
| A rózsák háborúja              | The War of the Roses                | Danny DeVito                               | James L. Brooks és Arnon Milchan                              | [ 40 ]       |      |
| Shirley Valentine              | Shirley Valentine                   | Lewis Gilbert                              | Lewis Gilbert                                                 | [ 40 ]       |      |

### 1990-es évek
| Év                                           | Magyar cím                                       | Eredeti cím                      | Rendező(k)                                                                                    | Producer(ek) | Ref. |
| -------------------------------------------- | ------------------------------------------------ | -------------------------------- | --------------------------------------------------------------------------------------------- | ------------ | ---- |
| 1990 (48. gála)                              |                                                  |                                  |                                                                                               |              |      |
| Zöld kártya                                  | Green Card                                       | Peter Weir                       | Peter Weir                                                                                    | [ 41 ]       |      |
| Dick Tracy                                   | Dick Tracy                                       | Warren Beatty                    | Warren Beatty                                                                                 | [ 41 ]       |      |
| Ghost                                        | Ghost                                            | Jerry Zucker                     | Steven-Charles Jaffe, Lauren Ray és Bruce Joel Rubin                                          | [ 41 ]       |      |
| Micsoda nő!                                  | Pretty Woman                                     | Garry Marshall                   | Laura Ziskin                                                                                  | [ 41 ]       |      |
| Reszkessetek, betörők!                       | Home Alone                                       | Chris Columbus                   | John Hughes                                                                                   | [ 41 ]       |      |
| 1991 (49. gála)                              |                                                  |                                  |                                                                                               |              |      |
| A szépség és a szörnyeteg                    | Beauty and the Beast                             | Gary Trousdale és Kirk Wise      | Don Hahn                                                                                      | [ 42 ]       |      |
| Irány Colorado!                              | City Slickers                                    | Ron Underwood                    | Billy Crystal és Irby Smith                                                                   | [ 42 ]       |      |
| A halászkirály legendája                     | The Fisher King                                  | Terry Gilliam                    | Debra Hill, Tony Mark és Lynda Obst                                                           | [ 42 ]       |      |
| Sült, zöld paradicsom                        | Fried Green Tomatoes                             | Jon Avnet                        | Jon Avnet és Norman Lear                                                                      | [ 42 ]       |      |
|                                              | The Commitments                                  | Alan Parker                      | Lynda Myles és Roger Randall-Cutler                                                           | [ 42 ]       |      |
| 1992 (50. gála)                              |                                                  |                                  |                                                                                               |              |      |
| A játékos                                    | The Player                                       | Robert Altman                    | David Brown, Michael Tolkin és Nick Wechsler                                                  | [ 43 ]       |      |
| Aladdin                                      | Aladdin                                          | Ron Clements és John Musker      | Ron Clements és John Musker                                                                   | [ 43 ]       |      |
| Apáca show                                   | Sister Act                                       | Emile Ardolino                   | Scott Rudin és Teri Schwartz                                                                  | [ 43 ]       |      |
| Első állomás Las Vegas                       | Honeymoon in Vegas                               | Andrew Bergman                   | Mike Lobell                                                                                   | [ 43 ]       |      |
| Elvarázsolt április                          | Enchanted April                                  | Mike Newell                      | Matthew Hamilton, Simon Relph, Ann Scott és Mark Shivas                                       | [ 43 ]       |      |
| 1993 (51. gála)                              |                                                  |                                  |                                                                                               |              |      |
| Mrs. Doubtfire – Apa csak egy van            | Mrs. Doubtfire                                   | Chris Columbus                   | Marsha Garces, Robin Williams és Mark Radcliffe                                               | [ 44 ]       |      |
| Dave                                         | Dave                                             | Ivan Reitman                     | Ivan Reitman és Lauren Shuler Donner                                                          | [ 44 ]       |      |
| Kötelező táncok                              | Strictly Ballroom                                | Baz Luhrmann                     | Antoinette Albert és Tristram Miall                                                           | [ 44 ]       |      |
| Sok hűhó semmiért                            | Much Ado About Nothing                           | Kenneth Branagh                  | Kenneth Branagh, Stephen Evans és David Parfitt                                               | [ 44 ]       |      |
| A szerelem hullámhosszán                     | Sleepless in Seattle                             | Nora Ephron                      | Gary Foster                                                                                   | [ 44 ]       |      |
| 1994 (52. gála)                              |                                                  |                                  |                                                                                               |              |      |
| Az oroszlánkirály                            | The Lion King                                    | Roger Allers és Rob Minkoff      | Don Hahn                                                                                      | [ 45 ]       |      |
| Ed Wood                                      | Ed Wood                                          | Tim Burton                       | Tim Burton és Denise Di Novi                                                                  | [ 45 ]       |      |
| Négy esküvő és egy temetés                   | Four Weddings and a Funeral                      | Mike Newell                      | Duncan Kenworthy                                                                              | [ 45 ]       |      |
| Pret-a-porter – Divatdiktátorok              | Prêt-à-Porter                                    | Robert Altman                    | Robert Altman és Scott Bushnell                                                               | [ 45 ]       |      |
| Priscilla, a sivatag királynőjének kalandjai | The Adventures of Priscilla, Queen of the Desert | Stephan Elliott                  | Al Clark és Michael Hamlyn                                                                    | [ 45 ]       |      |
| 1995 (53. gála)                              |                                                  |                                  |                                                                                               |              |      |
| Babe                                         | Babe                                             | Chris Noonan                     | Catherine Barber, Philip Hearnshaw, Bill Miller, George Miller, Doug Mitchell és Daphne Paris | [ 46 ]       |      |
| Sabrina                                      | Sabrina                                          | Sydney Pollack                   | Sydney Pollack és Scott Rudin                                                                 | [ 46 ]       |      |
| Szerelem a Fehér Házban                      | The American President                           | Rob Reiner                       | Barbara Maltby, Charles Newirth, Rob Reiner és Jeffrey Stott                                  | [ 46 ]       |      |
| Szóljatok a köpcösnek!                       | Get Shorty                                       | Barry Sonnenfeld                 | Danny DeVito, Michael Shamberg és Stacey Sher                                                 | [ 46 ]       |      |
| Toy Story – Játékháború                      | Toy Story                                        | John Lasseter                    | Bonnie Arnold és Ralph Guggenheim                                                             | [ 46 ]       |      |
| 1996 (54. gála)                              |                                                  |                                  |                                                                                               |              |      |
| Evita                                        | Evita                                            | Alan Parker                      | Alan Parker és Robert Stigwood                                                                | [ 47 ]       |      |
| Fargo                                        | Fargo                                            | Joel Coen                        | Ethan Coen                                                                                    | [ 47 ]       |      |
| Jerry Maguire – A nagy hátraarc              | Jerry Maguire                                    | Cameron Crowe                    | James L. Brooks, Cameron Crowe, Laurence Mark és Richard Sakai                                | [ 47 ]       |      |
| Madárfészek                                  | The Birdcage                                     | Mike Nichols                     | Marcello Danon, Michele Imperato, Neal Machlis és Mike Nichols                                | [ 47 ]       |      |
| A varázsige: I love you                      | Everyone Says I Love You                         | Woody Allen                      | Robert Greenhut                                                                               | [ 47 ]       |      |
| 1997 (55. gála)                              |                                                  |                                  |                                                                                               |              |      |
| Lesz ez még így se!                          | As Good as It Gets                               | James L. Brooks                  | James L. Brooks, Bridget Johnson és Kristi Zea                                                | [ 48 ]       |      |
| Álljon meg a nászmenet!                      | My Best Friend's Wedding                         | P. J. Hogan                      | Jerry Zucker, Ronald Bass, Gil Netter és Patricia Whitcher                                    | [ 48 ]       |      |
| Alul semmi                                   | The Full Monty                                   | Peter Cattaneo                   | Uberto Pasolini                                                                               | [ 48 ]       |      |
| Amikor a farok csóválja…                     | Wag the Dog                                      | Barry Levinson                   | Barry Levinson és Robert De Niro                                                              | [ 48 ]       |      |
| Men in Black – Sötét zsaruk                  | Men in Black                                     | Barry Sonnenfeld                 | Laurie MacDonald, Walter F. Parkes és Steven Spielberg                                        | [ 48 ]       |      |
| 1998 (56. gála)                              |                                                  |                                  |                                                                                               |              |      |
| Szerelmes Shakespeare                        | Shakespeare in Love                              | John Madden                      | Donna Gigliotti, Marc Norman, David Parfitt, Harvey Weinstein és Edward Zwick                 | [ 49 ]       |      |
| Keresd a nőt!                                | There's Something About Mary                     | Bobby Farrelly és Peter Farrelly | Frank Beddor, Michael Steinberg, Bradley Thomas és Charles B. Wessler                         | [ 49 ]       |      |
| Nyomd a sódert!                              | Bulworth                                         | Warren Beatty                    | Warren Beatty és Pieter Jan Brugge                                                            | [ 49 ]       |      |
| Patch Adams                                  | Patch Adams                                      | Tom Shadyac                      | Mike Farrell, Barry Kemp, Marvin Minoff és Charles Newirth                                    | [ 49 ]       |      |
| Újra a régi                                  | Still Crazy                                      | Brian Gibson                     | Amanda Marmot                                                                                 | [ 49 ]       |      |
| Zorro álarca                                 | The Mask of Zorro                                | Martin Campbell                  | Doug Claybourne és David Foster                                                               | [ 49 ]       |      |
| 1999 (57. gála)                              |                                                  |                                  |                                                                                               |              |      |
| Toy Story – Játékháború 2.                   | Toy Story 2                                      | John Lasseter                    | Karen Robert Jackson és Helene Plotkin                                                        | [ 50 ]       |      |
| Csak egy kis pánik                           | Analyze This                                     | Harold Ramis                     | Jane Rosenthal és Paula Weinstein                                                             | [ 50 ]       |      |
| Ember a Holdon                               | Man on the Moon                                  | Miloš Forman                     | Danny DeVito                                                                                  | [ 50 ]       |      |
| A John Malkovich menet                       | Being John Malkovich                             | Spike Jonze                      | Steve Golin, Vincent Landay, Sandy Stern és Michael Stipe                                     | [ 50 ]       |      |
| Sztárom a párom                              | Notting Hill                                     | Roger Michell                    | Duncan Kenworthy                                                                              | [ 50 ]       |      |

### 2000-es évek
| Év                                                           | Magyar cím                                                                          | Eredeti cím                      | Rendező(k)                                                                                      | Producer(ek) | Ref. |
| ------------------------------------------------------------ | ----------------------------------------------------------------------------------- | -------------------------------- | ----------------------------------------------------------------------------------------------- | ------------ | ---- |
| 2000 (58. gála)                                              |                                                                                     |                                  |                                                                                                 |              |      |
| Majdnem híres                                                | Almost Famous                                                                       | Cameron Crowe                    | Ian Bryce és Cameron Crowe                                                                      | [ 51 ]       |      |
| Csibefutam                                                   | Chicken Run                                                                         | Peter Lord és Nick Park          | Peter Lord, Nick Park és David Sproxton                                                         | [ 51 ]       |      |
| Csokoládé                                                    | Chocolat                                                                            | Lasse Hallström                  | Harvey Weinstein                                                                                | [ 51 ]       |      |
| Nem kutya                                                    | Best in Show                                                                        | Christopher Guest                | Gordon Mark és Karen Murphy                                                                     | [ 51 ]       |      |
| Ó, testvér, merre visz az utad?                              | O Brother, Where Art Thou?                                                          | Joel Coen                        | Tim Bevan, Ethan Coen és Eric Fellner                                                           | [ 51 ]       |      |
| 2001 (59. gála)                                              |                                                                                     |                                  |                                                                                                 |              |      |
| Moulin Rouge!                                                | Moulin Rouge!                                                                       | Baz Luhrmann                     | Fred Baron, Martin Brown és Baz Luhrmann                                                        | [ 52 ]       |      |
| Bridget Jones naplója                                        | Bridget Jones's Diary                                                               | Sharon Maguire                   | Tim Bevan, Jonathan Cavendish és Eric Fellner                                                   | [ 52 ]       |      |
| Doktor Szöszi                                                | Legally Blonde                                                                      | Robert Luketic                   | Ric Kidney és Marc E. Platt                                                                     | [ 52 ]       |      |
| Gosford Park                                                 | Gosford Park                                                                        | Robert Altman                    | Robert Altman, Bob Balaban és David Levy                                                        | [ 52 ]       |      |
| Shrek                                                        | Shrek                                                                               | Andrew Adamson és Vicky Jenson   | Jeffrey Katzenberg, Aron Warner és John H. Williams                                             | [ 52 ]       |      |
| 2002 (60. gála)                                              |                                                                                     |                                  |                                                                                                 |              |      |
| Chicago                                                      | Chicago                                                                             | Rob Marshall                     | Meryl Poster, Martin Richards, Bob Weinstein, Harvey Weinstein és Craig Zadan                   | [ 53 ]       |      |
| Adaptáció                                                    | Adaptation.                                                                         | Spike Jonze                      | Jonathan Demme, Vincent Landay és Edward Saxon                                                  | [ 53 ]       |      |
| Bazi nagy görög lagzi                                        | My Big Fat Greek Wedding                                                            | Joel Zwick                       | Gary Goetzman, Tom Hanks és Rita Wilson                                                         | [ 53 ]       |      |
| Egy fiúról                                                   | About a Boy                                                                         | Chris Weitz és Paul Weitz        | Tim Bevan, Robert De Niro, Brad Epstein, Eric Fellner és Jane Rosenthal                         | [ 53 ]       |      |
| Nicholas Nickleby                                            | Nicholas Nickleby                                                                   | Douglas McGrath                  | Simon Channing-Williams, John Hart és Jeffrey Sharp                                             | [ 53 ]       |      |
| 2003 (61. gála)                                              |                                                                                     |                                  |                                                                                                 |              |      |
| Elveszett jelentés                                           | Lost in Translation                                                                 | Sofia Coppola                    | Sofia Coppola és Ross Katz                                                                      | [ 54 ]       |      |
| Csavard be, mint Beckham                                     | Bend It Like Beckham                                                                | Gurinder Chadha                  | Gurinder Chadha és Deepak Nayar                                                                 | [ 54 ]       |      |
| Igazából szerelem                                            | Love Actually                                                                       | Richard Curtis                   | Tim Bevan, Eric Fellner és Duncan Kenworthy                                                     | [ 54 ]       |      |
| Nagy Hal                                                     | Big Fish                                                                            | Tim Burton                       | Bruce Cohen, Dan Jinks és Richard D. Zanuck                                                     | [ 54 ]       |      |
| Némó nyomában                                                | Finding Nemo                                                                        | Andrew Stanton                   | Graham Walters                                                                                  | [ 54 ]       |      |
| 2004 (62. gála)                                              |                                                                                     |                                  |                                                                                                 |              |      |
| Kerülőutak                                                   | Sideways                                                                            | Alexander Payne                  | Michael London                                                                                  | [ 55 ]       |      |
| A Hihetetlen család                                          | The Incredibles                                                                     | Brad Bird                        | John Walker                                                                                     | [ 55 ]       |      |
| Egy makulátlan elme örök ragyogása                           | Eternal Sunshine of the Spotless Mind                                               | Michel Gondry                    | Anthony Bregman és Steve Golin                                                                  | [ 55 ]       |      |
| Az operaház fantomja                                         | The Phantom of the Opera                                                            | Joel Schumacher                  | Andrew Lloyd Webber                                                                             | [ 55 ]       |      |
| Ray                                                          | Ray                                                                                 | Taylor Hackford                  | Howard Baldwin, Karen Baldwin, Stuart Benjamin és Taylor Hackford                               | [ 55 ]       |      |
| 2005 (63. gála)                                              |                                                                                     |                                  |                                                                                                 |              |      |
| A nyughatatlan                                               | Walk the Line                                                                       | James Mangold                    | James Keach és Cathy Konrad                                                                     | [ 56 ]       |      |
| Büszkeség és balítélet                                       | Pride & Prejudice                                                                   | Joe Wright                       | Tim Bevan, Eric Fellner és Paul Webster                                                         | [ 56 ]       |      |
| Mrs. Henderson bemutatja                                     | Mrs Henderson Presents                                                              | Stephen Frears                   | Norma Heyman                                                                                    | [ 56 ]       |      |
| Producerek                                                   | The Producers                                                                       | Susan Stroman                    | Mel Brooks                                                                                      | [ 56 ]       |      |
| A tintahal és a bálna                                        | The Squid and the Whale                                                             | Noah Baumbach                    | Wes Anderson                                                                                    | [ 56 ]       |      |
| 2006 (64. gála)                                              |                                                                                     |                                  |                                                                                                 |              |      |
| Dreamgirls                                                   | Dreamgirls                                                                          | Bill Condon                      | Laurence Mark                                                                                   | [ 57 ]       |      |
| Borat: Kazah nép nagy fehér gyermeke menni művelődni Amerika | Borat: Cultural Learnings of America for Make Benefit Glorious Nation of Kazakhstan | Larry Charles                    | Sacha Baron Cohen és Jay Roach                                                                  | [ 57 ]       |      |
| A család kicsi kincse                                        | Little Miss Sunshine                                                                | Jonathan Dayton és Valerie Faris | Albert Berger, David T. Friendly, Peter Saraf, Marc Turtletaub és Ron Yerxa                     | [ 57 ]       |      |
| Az ördög Pradát visel                                        | The Devil Wears Prada                                                               | David Frankel                    | Wendy Finerman és Karen Rosenfelt                                                               | [ 57 ]       |      |
| Köszönjük, hogy rágyújtott!                                  | Thank You for Smoking                                                               | Jason Reitman                    | Edward R. Pressman és David O. Sacks                                                            | [ 57 ]       |      |
| 2007 (65. gála)                                              |                                                                                     |                                  |                                                                                                 |              |      |
| Sweeney Todd, a Fleet Street démoni borbélya                 | Sweeney Todd: The Demon Barber of Fleet Street                                      | Tim Burton                       | John Logan, Laurie MacDonald, Walter F. Parkes és Richard D. Zanuck                             | [ 58 ]       |      |
| Across the Universe – Csak a szerelem kell                   | Across the Universe                                                                 | Julie Taymor                     | Charles Newirth, Jennifer Todd és Suzanne Todd                                                  | [ 58 ]       |      |
| Charlie Wilson háborúja                                      | Charlie Wilson's War                                                                | Mike Nichols                     | Tom Hanks                                                                                       | [ 58 ]       |      |
| Hajlakk                                                      | Hairspray                                                                           | Adam Shankman                    | Toby Emmerich, Neil Meron, Marc Shaiman, Adam Shankman, Bob Shaye, Scott Wittman és Craig Zadan | [ 58 ]       |      |
| Juno                                                         | Juno                                                                                | Jason Reitman                    | Lianne Halfon, John Malkovich, Mason Novick és Russell Smith                                    | [ 58 ]       |      |
| 2008 (66. gála)                                              |                                                                                     |                                  |                                                                                                 |              |      |
| Vicky Cristina Barcelona                                     | Vicky Cristina Barcelona                                                            | Woody Allen                      | Letty Aronson, Jaume Roures, Stephen Tenenbaum és Gareth Wiley                                  | [ 59 ]       |      |
| Égető bizonyíték                                             | Burn After Reading                                                                  | Joel és Ethan Coen               | Joel és Ethan Coen                                                                              | [ 59 ]       |      |
| Erőszakik                                                    | In Bruges                                                                           | Martin McDonagh                  | Graham Broadbent és Peter Czernin                                                               | [ 59 ]       |      |
| Hajrá boldogság!                                             | Happy-Go-Lucky                                                                      | Mike Leigh                       | Simon Channing-Williams                                                                         | [ 59 ]       |      |
| Mamma Mia!                                                   | Mamma Mia!                                                                          | Phyllida Lloyd                   | Benny Andersson, Judy Craymer, Tom Hanks, Phyllida Lloyd, Björn Ulvaeus és Rita Wilson          | [ 59 ]       |      |
| 2009 (67. gála)                                              |                                                                                     |                                  |                                                                                                 |              |      |
| Másnaposok                                                   | The Hangover                                                                        | Todd Phillips                    | Daniel Goldberg és Todd Phillips                                                                | [ 60 ]       |      |
| 500 nap nyár                                                 | 500 Days of Summer                                                                  | Marc Webb                        | Mason Novick, Jessica Tuchinsky, Mark Waters és Steven J. Wolfe                                 | [ 60 ]       |      |
| Egyszerűen bonyolult                                         | It's Complicated                                                                    | Nancy Meyers                     | Nancy Meyers és Scott Rudin                                                                     | [ 60 ]       |      |
| Julie és Julia – Két nő, egy recept                          | Julie & Julia                                                                       | Nora Ephron                      | Nora Ephron, Laurence Mark, Amy Robinson és Eric Steel                                          | [ 60 ]       |      |
| Kilenc                                                       | Nine                                                                                | Rob Marshall                     | John DeLuca, Rob Marshall, Marc Platt, Harvey Weinstein és Maury Yeston                         | [ 60 ]       |      |

### 2010-es évek
| Év                                       | Magyar cím                     | Eredeti cím                      | Rendező(k) | Producer(ek) | Ref. |
| ---------------------------------------- | ------------------------------ | -------------------------------- | --- | ------------ | ---- |
| 2010 (68. gála)                          |                                |                                  | |              |      |
| A gyerekek jól vannak                    | The Kids Are All Right         | Lisa Cholodenko                  | Gary Gilbert, Jeff Levy-Hinte, Celine Rattray                                                                         | [ 61 ]       |      |
| Alice Csodaországban                     | Alice in Wonderland            | Tim Burton                       | Richard D. Zanuck, Joe Roth, Suzanne Todd és Jennifer Todd                                                            | [ 61 ]       |      |
| Díva                                     | Burlesque                      | Steven Antin                     | Donald De Line | [ 61 ]       |      |
| RED                                      | Red                            | Robert Schwentke                 | Lorenzo di Bonaventura és Mark Vahradian                                                                              | [ 61 ]       |      |
| Az utazó                                 | The Tourist                    | Florian Henckel von Donnersmarck | Graham King, Timothy Headington, Roger Birnbaum, Gary Barber és Jonathan Glickman                                     | [ 61 ]       |      |
| 2011 (69. gála)                          |                                |                                  | |              |      |
| The Artist – A némafilmes                | The Artist                     | Michel Hazanavicius              | Thomas Langmann | [ 62 ]       |      |
| Egy hét Marilynnel                       | My Week with Marilyn           | Simon Curtis                     | David Parfitt és Harvey Weinstein                                                                                     | [ 62 ]       |      |
| Éjfélkor Párizsban                       | Midnight in Paris              | Woody Allen                      | Letty Aronson, Jaume Roures és Stephen Tenenbaum                                                                      | [ 62 ]       |      |
| Fifti-fifti                              | 50/50                          | Jonathan Levine                  | Evan Goldberg, Ben Karlin és Seth Rogen                                                                               | [ 62 ]       |      |
| Koszorúslányok                           | Bridesmaids                    | Paul Feig                        | Judd Apatow, Barry Mendel és Clayton Townsend                                                                         | [ 62 ]       |      |
| 2012 (70. gála)                          |                                |                                  | |              |      |
| A nyomorultak                            | Les Misérables                 | Tom Hooper                       | Tim Bevan, Eric Fellner, Debra Hayward és Cameron Mackintosh                                                          | [ 63 ]       |      |
| Holdfény királyság                       | Moonrise Kingdom               | Wes Anderson                     | Jeremy Dawson, Scott Rudin, Wes Anderson és Steven Rales                                                              | [ 63 ]       |      |
| Keleti nyugalom – Marigold Hotel         | The Best Exotic Marigold Hotel | John Madden                      | Graham Broadbent és Peter Czernin                                                                                     | [ 63 ]       |      |
| Lazacfogás Jemenben                      | Salmon Fishing in the Yemen    | Lasse Hallström                  | Paul Webster | [ 63 ]       |      |
| Napos oldal                              | Silver Linings Playbook        | David O. Russell                 | Bruce Cohen és Donna Gigliotti                                                                                        | [ 63 ]       |      |
| 2013 (71. gála)                          |                                |                                  | |              |      |
| Amerikai botrány                         | American Hustle                | David O. Russell                 | Charles Roven, Megan Ellison, Richard Suckle és Jonathan Gordon                                                       | [ 64 ]       |      |
| Llewyn Davis világa                      | Inside Llewyn Davis            | Joel és Ethan Coen               | Scott Rudin, Joel és Ethan Coen                                                                                       | [ 64 ]       |      |
| Nebraska                                 | Nebraska                       | Alexander Payne                  | Albert Berger és Ron Yerxa                                                                                            | [ 64 ]       |      |
| A nő                                     | Her                            | Spike Jonze                      | Megan Ellison, Spike Jonze és Vincent Landay                                                                          | [ 64 ]       |      |
| A Wall Street farkasa                    | The Wolf of Wall Street        | Martin Scorsese                  | Martin Scorsese, Leonardo DiCaprio, Riza Aziz, Emma Tillinger Koskoff és Joey McFarland                               | [ 64 ]       |      |
| 2014 (72. gála)                          |                                |                                  | |              |      |
| A Grand Budapest Hotel                   | The Grand Budapest Hotel       | Wes Anderson                     | Wes Anderson, Jeremy Dawson, Steven Rales, és Scott Rudin                                                             | [ 65 ]       |      |
| Birdman avagy (A mellőzés meglepő ereje) | Birdman                        | Alejandro G. Iñárritu            | Alejandro G. Iñárritu, John Lesher, Arnon Milchan és James W. Skotchdopole                                            | [ 65 ]       |      |
| Büszkeség és bányászélet                 | Pride                          | Matthew Warchus                  | David Livingstone | [ 65 ]       |      |
| St. Vincent                              | St. Vincent                    | Theodore Melfi                   | Fred Roos, Jenno Topping, Peter Chernin és Theodore Melfi                                                             | [ 65 ]       |      |
| Vadregény                                | Into the Woods                 | Rob Marshall                     | Rob Marshall, John DeLuca, Marc Platt és Callum McDougall                                                             | [ 65 ]       |      |
| 2015 (73. gála)                          |                                |                                  | |              |      |
| Mentőexpedíció                           | The Martian                    | Ridley Scott                     | Simon Kinberg, Ridley Scott, Michael Schaefer, Aditya Sood és Mark Huffam                                             | [ 66 ]       |      |
| Joy                                      | Joy                            | David O. Russell                 | John Davis, Megan Ellison, Jonathan Gordon, Ken Mok és David O. Russell                                               | [ 66 ]       |      |
| A kém                                    | Spy                            | Paul Feig                        | Peter Chernin, Jenno Topping, Paul Feig és Jessie Henderson                                                           | [ 66 ]       |      |
| Kész katasztrófa                         | Trainwreck                     | Judd Apatow                      | Judd Apatow és Barry Mendel                                                                                           | [ 66 ]       |      |
| A nagy dobás                             | The Big Short                  | Adam McKay                       | Brad Pitt, Dede Gardner és Jeremy Kleiner                                                                             | [ 66 ]       |      |
| 2016 (74. gála)                          |                                |                                  | |              |      |
| Kaliforniai álom                         | La La Land                     | Damien Chazelle                  | Fred Berger, Gary Gilbert, Jordan Horowitz és Marc Platt                                                              | [ 67 ]       |      |
| Deadpool                                 | Deadpool                       | Tim Miller                       | Simon Kinberg, Ryan Reynolds és Lauren Shuler Donner                                                                  | [ 67 ]       |      |
| Florence – A tökéletlen hang             | Florence Foster Jenkins        | Stephen Frears                   | Michael Kuhn és Tracey Seaward                                                                                        | [ 67 ]       |      |
| Huszadik századi nők                     | 20th Century Women             | Mike Mills                       | Anne Carey, Megan Ellison és Youree Henley                                                                            | [ 67 ]       |      |
| Sing Street                              | Sing Street                    | John Carney                      | Anthony Bregman, John Carney, Kevin Scott Frakes, Christian Grass, Martina Niland, Raj Brinder Singh és Paul Trijbits | [ 67 ]       |      |
| 2017 (75. gála)                          |                                |                                  | |              |      |
| Lady Bird                                | Lady Bird                      | Greta Gerwig                     | Scott Rudin, Evelyn O'Neil és Eli Bush                                                                                | [ 68 ]       |      |
| Én, Tonya                                | I, Tonya                       | Craig Gillespie                  | Margot Robbie, Tom Ackerley, Steven Rogers és Bryan Unkeless                                                          | [ 68 ]       |      |
| A katasztrófaművész                      | The Disaster Artist            | James Franco                     | James Franco, Vince Jolivette, Seth Rogen, Evan Goldberg és James Weaver                                              | [ 68 ]       |      |
| A legnagyobb showman                     | The Greatest Showman           | Michael Gracey                   | Laurence Mark, Peter Chernin és Jenno Topping                                                                         | [ 68 ]       |      |
| Tűnj el!                                 | Get Out                        | Jordan Peele                     | Jordan Peele, Jason Blum, Sean McKittrick és Edward H. Hamm Jr.                                                       | [ 68 ]       |      |
| 2018 (76. gála)                          |                                |                                  | |              |      |
| Zöld könyv – Útmutató az élethez         | Green Book                     | Peter Farrelly                   | Jim Burke, Charles B. Wessler, Brian Hayes Currie, Peter Farrelly és Nick Vallelonga                                  | [ 69 ]       |      |
| Alelnök                                  | Vice                           | Adam McKay                       | Brad Pitt, Dede Gardner, Jeremy Kleiner, Will Ferrell, Adam McKay és Kevin Messick                                    | [ 69 ]       |      |
| A kedvenc                                | The Favourite                  | Jórgosz Lánthimosz               | Ceci Dempsey, Ed Guiney, Lee Magiday és Jórgosz Lánthimosz                                                            | [ 69 ]       |      |
| Kőgazdag ázsiaiak                        | Crazy Rich Asians              | Jon M. Chu                       | Nina Jacobson, Brad Simpson és John Penotti                                                                           | [ 69 ]       |      |
| Mary Poppins visszatér                   | Mary Poppins Returns           | Rob Marshall                     | Rob Marshall, John DeLuca, és Marc Platt                                                                              | [ 69 ]       |      |
| 2019 (77. gála)                          |                                |                                  | |              |      |
| Volt egyszer egy Hollywood               | Once Upon a Time in Hollywood  | Quentin Tarantino                | David Heyman, Shannon McIntosh és Quentin Tarantino                                                                   | [ 70 ]       |      |
| Jojo Nyuszi                              | Jojo Rabbit                    | Taika Waititi                    | Carthew Neal, Taika Waititi és Chelsea Winstanley                                                                     | [ 70 ]       |      |
| A nevem Dolemite                         | Dolemite Is My Name            | Craig Brewer                     | Eddie Murphy, John Davis és John Fox                                                                                  | [ 70 ]       |      |
| Tőrbe ejtve                              | Knives Out                     | Rian Johnson                     | Ram Bergman és Rian Johnson                                                                                           | [ 70 ]       |      |
| Rocketman                                | Rocketman                      | Dexter Fletcher                  | Adam Bohling, David Furnish, David Reid és Matthew Vaughn                                                             | [ 70 ]       |      |

### 2020-as évek
| Év                           | Magyar cím                        | Eredeti cím                     | Rendező(k) | Producer(ek)  | Ref. |
| ---------------------------- | --------------------------------- | ------------------------------- | --- | ------------- | ---- |
| 2020 (78. gála)              |                                   |                                 | |               |      |
| Borat utólagos mozifilm      | Borat Subsequent Moviefilm        | Jason Woliner                   | Sacha Baron Cohen, Monica Levinson, Anthony Hines                                                                                    | [ 71 ]        |      |
| Hamilton                     | Hamilton                          | Thomas Kail                     | Thomas Kail, Lin-Manuel Miranda, Jeffrey Seller                                                                                      | [ 71 ]        |      |
|                              | Music                             | Sia                             | Sia, Vincent Landay | [ 71 ]        |      |
| Palm Springs                 | Palm Springs                      | Max Barbakow                    | Chris Parker, Andy Samberg, Akiva Schaffer, Dylan Sellers, Becky Sloviter, Jorma Taccone                                             | [ 71 ]        |      |
| The Prom – A végzős bál      | The Prom                          | Ryan Murphy                     | Ryan Murphy, Alexis Martin Woodall, Adam Anders, Dori Berenstein, Bill Damaschke                                                     | [ 71 ]        |      |
| 2021 (79. gála)              |                                   |                                 | |               |      |
| West Side Story              | West Side Story                   | Steven Spielberg                | Steven Spielberg, Kristie Macosko Krieger, Kevin McCollum                                                                            | [ 72 ]        |      |
| Cyrano                       | Cyrano                            | Joe Wright                      | Tim Bevan, Eric Fellner, Guy Heeley                                                                                                  | [ 72 ]        |      |
| Licorice Pizza               | Licorice Pizza                    | Paul Thomas Anderson            | Sara Murphy, Adam Somner, Paul Thomas Anderson                                                                                       | [ 72 ]        |      |
| Ne nézz fel!                 | Don't Look Up                     | Adam McKay                      | Adam McKay, Kevin Messick | [ 72 ]        |      |
| Tick, Tick... Boom!          | Tick, Tick... Boom!               | Lin-Manuel Miranda              | Brian Grazer, Ron Howard, Julie Oh, Lin-Manuel Miranda                                                                               | [ 72 ]        |      |
| 2022 (80. gála)              |                                   |                                 | |               |      |
| A sziget szellemei           | The Banshees of Inisherin         | Martin McDonagh                 | Graham Broadbent, Peter Czernin, Martin McDonagh                                                                                     | [ 73 ]        |      |
| Babylon                      | Babylon                           | Damien Chazelle                 | Marc Platt, Matthew Plouffe, Olivia Hamilton                                                                                         | [ 73 ]        |      |
| Minden, mindenhol, mindenkor | Everything Everywhere All at Once | Daniel Kwan és Daniel Scheinert | Anthony Russo, Joe Russo, Mike Larocca, Daniel Kwan, Daniel Scheinert, Jonathan Wang                                                 | [ 73 ]        |      |
| A szomorúság háromszöge      | Triangle of Sadness               | Ruben Östlund                   | Erik Hemmendorff, Philippe Bober | [ 73 ]        |      |
| Tőrbe ejtve – Az üveghagyma  | Glass Onion: A Knives Out Mystery | Rian Johnson                    | Ram Bergman, Rian Johnson | [ 73 ]        |      |
| 2023 (81. gála)              |                                   |                                 | | [ 73 ]        |      |
| Szegény párák                | Poor Things                       | Jórgosz Lánthimosz              | Emma Stone, Ed Guiney, Jórgosz Lánthimosz, Andrew Lowe                                                                               | [ 74 ]        |      |
| Air – Harc a legendáért      | Air                               | Ben Affleck                     | David Ellison, Jesse Sisgold, Jon Weinbach, Ben Affleck, Matt Damon, Madison Ainley, Jeff Robinov, Peter Guber, Jason Michael Berman | [ 74 ]        |      |
| Amerikai irodalom            | American Fiction                  | Cord Jefferson                  | Ben LeClair, Nikos Karamigios, Cord Jefferson, Jermaine Johnson                                                                      | [ 74 ]        |      |
| Barbie                       | Barbie                            | Greta Gerwig                    | Margot Robbie, Robbie Brenner, Tom Ackerley, David Heyman                                                                            | [ 74 ]        |      |
| Egy botrány részletei        | May December                      | Todd Haynes                     | Natalie Portman, Sophie Mas, Christine Vachon, Pamela Koffler, Grant S. Johnson, Tyler W. Konney, Jessica Elbaum, Will Ferrell       | [ 74 ]        |      |
| Téli szünet                  | The Holdovers                     | Alexander Payne                 | Mark Johnson, Bill Block, David Hemingson                                                                                            | [ 74 ]        |      |
| 2024 (82. gála)              |                                   |                                 | |               |      |
| Emilia Pérez                 | Emilia Pérez                      | Jacques Audiard                 | Jacques Audiard, Pascal Caucheteux, Valérie Schermann, Anthony Vaccarello                                                            | [ 75 ] [ 76 ] |      |
| Rokonszenvedés               | A Real Pain                       | Jesse Eisenberg                 | Ewa Peszczyńska, Jennifer Semler, Jesse Eisenberg, Emma Stone, Ali Herting, Dave McCary                                              | [ 75 ] [ 76 ] |      |
| Anora                        | Anora                             | Sean Baker                      | Alex Coco, Samantha Quan, Sean Baker                                                                                                 | [ 75 ] [ 76 ] |      |
| Challengers                  | Challengers                       | Luca Guadagnino                 | Amy Pascal, Luca Guadagnino, Zendaya, Rachel O’Connor                                                                                | [ 75 ] [ 76 ] |      |
| A szer                       | The Substance                     | Carolie Fargeat                 | Carolie Fargeat, Tim Bevan, Eric Fellner                                                                                             | [ 75 ] [ 76 ] |      |
| Wicked                       | Wicked                            | Jon M. Chu                      | Marc Platt, David Stone | [ 75 ] [ 76 ] |      |